# Heinrich Brunner
Heinrich Brunner, född 21 maj 1840 i Wels, död 11 augusti 1915 i Bad Kissingen, var en österrikisk rättshistoriker.
Brunner blev professor vid Lembergs universitet 1868, i Prag 1870, i Strassburg 1872 och i Berlin 1873.Han var medlem av kommissionen för utgivning av "Deutsches Rechtswörterbuch", som började utkomma 1914. Brunner bar geheime justitierådstitel och var ledamot av vetenskapsakademierna i Berlin och München samt från 1908 även av svenska Vetenskapsakademien.
Han skrev en mängd avhandlingar i rättshistoria, bland andra Überblick über die Geschichte der französischen, normannischen und englischen Rechtsquellen i Holtzendorffs "Encyklopädie der Rechtswissenschaft"),  det epokgörande arbetet Die Entstehung der Schwurgerichte (1872) och hans huvudarbete Deutsche Rechtsgeschichte (två band, 1887 och 1892; i Bindings "Handbuch der deutschen Rechtswissenschaft"). Han skrev vidare bland annat Grundzüge der deutschen Rechtsgeschichte (1901; nionde upplagan 1913) och Luft macht Frei (1910).